# Stachys rigida
Stachys rigida là một loài thực vật có hoa trong họ Hoa môi. Loài này được Nutt. ex Benth. miêu tả khoa học đầu tiên năm 1848.